# Lê Mạnh Thích
Lê Mạnh Thích (1938–2004) là nhà quay phim, nhà biên kịch kiêm đạo diễn phim tài liệu người Việt Nam. Ông được biết đến với bộ phim tài liệu Trở lại Ngư Thủy và từng bốn lần nhận giải quay phim xuất sắc, hai lần nhận giải đạo diễn tại các kỳ Liên hoan phim Việt Nam.

## Tiểu sử
Lê Mạnh Thích sinh ngày 10 tháng 1 năm 1938, nguyên quán tại thôn Nha Xá, xã Mộc Nam, huyện Duy Tiên, tỉnh Hà Nam.
Năm 1960, Lê Mạnh Thích nhận công tác tại Xưởng phim Việt Nam với vị trí trợ lý đạo diễn và đến năm 1969 được cử đi học lớp quay phim khoá 5 tại Trường Điện ảnh Việt Nam. Ba năm sau khi tốt nghiệp, Lê Mạnh Thích gia nhập tổ quay phim tại mặt trận khu 5. Năm 1974, ông trở lại hậu phương và nhận công tác tại Xưởng phim Thời sự Tài liệu Việt Nam.
Năm 1981, Lê Mạnh Thích bắt đầu làm đạo diễn với bộ phim tài liệu ngắn Đường dây lên sông Đà, bộ phim đã gây tiếng vang lớn về mặt hình ảnh và sau giành giải Bồ câu vàng của Liên hoan phim Lepzig năm 1982; tại Liên hoan phim Việt Nam lần thứ 6 năm 1983 đạo diễn Lê Mạnh Thích giành giải Đạo diễn xuất sắc và bộ phim cũng giành giải Bông sen Vàng trong hạng mục Phim tài liệu. Đường dây lên sông Đà không có lời bình, không có câu thoại nhân vật. Thay vào đó là âm thanh và hình ảnh chân thực của những công nhân tham gia kéo đường dây, xây dựng những cột điện đầu tiên bên sông Đà. Đó là những hình ảnh lịch sử, ăn sâu trong tâm trí người xem.
Năm 1995, sau khi xem bức ảnh chụp “O du kích nhỏ”, đạo diễn Lê Mạnh Thích đã có ý tưởng và xây dựng bản thảo Gặp lại o du kích nhỏ sau 30 năm với sự hỗ trợ từ Hãng truyền hình NHK, sau 7 tháng đi thực tế kịch bản đã hoàn thiện với tựa đề “Kim Lai - Robinson trong ảnh và Phan Thoan là tác giả”. Trong cùng năm, bộ phim tài liệu Cuộc hội ngộ sau 30 năm được hoàn thành và sau đó giành giải Phim tài liệu xuất sắc tại Liên hoan phim châu Á - Thái Bình Dương năm 1996.
Năm 1996, một đoàn làm phim từ Nhật Bản đã nhờ đạo diễn Lò Minh hợp tác làm bộ phim tài liệu về đội nữ pháo binh Ngư Thủy mà trước đây Lò Minh từng làm tài liệu về họ. Sau khi đoàn phim Nhật Bản hoàn thành công việc đã đưa bộ phim mà họ làm vè nước. Đạo diễn Lò Minh đã kiến nghị với Lê Mạnh Thích - lúc này là Giám đốc Hãng phim Tài liệu và Khoa học Trung ương - làm một bộ phim tượng của đoàn phim Nhật Bản. Trở lại Ngư Thủy do Lê Mạnh Thích biên kịch và đạo diễn ra đời đã lập tức tạo nên một hiệu ứng xã hội to lớn. Phong trào quyên góp ủng hộ đội nữ pháo binh Ngư Thủy được phát động trong toàn quốc. Bộ phim mang về cho Lê Mạnh Thích giải Đạo diễn xuất sắc và giải Bông sen Vàng hạng mục Phim tài liệu tại Liên hoan phim Việt Nam lần thứ 12.
Lê Mạnh Thích qua đời ngày 16 tháng 5 năm 2004.

## Vinh danh
Năm 2001, Lê Mạnh Thích được Nhà nước phong tặng danh hiệu Nghệ sĩ Nhân dân, với những đóng góp cho nền điện ảnh cách mạng.
Trong cuộc đời đạo diễn Lê Mạnh Thích đã được Ðảng và Nhà nước tặng thưởng:
Không nên bàn cãi nhiều về việc có nên bố trí cảnh quay trong phim tài liệu hay không. Cái chính là anh hãy ghi một cái tên ( tên phim và tên tác giả) vào lòng công chúng...
 — Lê Mạnh Thích
Huân chương Kháng chiến chống Mỹ hạng nhất, Huân chương Lao động hạng nhì, Huy chương Vì sự nghiệp văn hoá, Huy chương Vì sự nghiệp Điện ảnh Việt Nam, Huy chương Vì sự nghiệp Báo chí Việt Nam...
Với những đóng góp của mình, sau khi qua đời ông còn được Nhà nước truy tặng Giải thưởng nhà nước về Văn học Nghệ thuật đợt 2 trong linh vực Điện ảnh, năm 2005.
Năm 2006, Lê Mạnh Thích được Đại sứ quán Pháp tại Việt Nam truy tặng Huy chương Văn học nghệ thuật của Bộ Văn hóa Pháp.

## Tác phẩm
| Năm  | Tựa đề                                | Đạo diễn                                | Biên kịch               | Quay phim                         | Chú thích     |
| ---- | ------------------------------------- | --------------------------------------- | ----------------------- | --------------------------------- | ------------- |
| 1981 | Đường dây lên sông Đà                 | Có                                      | —                       | —                                 |               |
| 1984 | Kỉ niệm 30 năm Giải phóng Thủ Đô      | Đồng đạo diễn: Đào Trọng Khánh          |                         |                                   |               |
| 1985 | Đến với những nhịp cầu                | Không                                   | —                       |                                   |               |
| 1985 | Việt Nam – Hồ Chí Minh                | Không                                   |                         | Đồng quay phim Lưu Ngọc Hà        | [ 15 ]        |
| 1986 | Ông tiên trong tù                     | —                                       |                         |                                   |               |
| 1988 | Về cố hương                           | Có                                      | Có                      | Đồng quay phim: Nguyễn Quốc Thanh | [ 16 ] [ 2 ]  |
| 1988 | Trường Sa - tháng 4 năm 1988          | Có                                      |                         |                                   | [ 17 ] [ 18 ] |
| 1989 | Hồ Chí Minh - Chân dung một con người | Đồng đạo diễn: Bùi Đình Hạc             | —                       | Đồng quay phim: Đỗ Duy Hùng       |               |
| 1990 | Dòng sông ánh sáng                    | Có                                      | —                       | Có                                |               |
| 1991 | Xa mẹ                                 | Có                                      | —                       | —                                 | [ 2 ]         |
| 1995 | Chìm nổi sông Hương                   | Có                                      | Có                      | —                                 |               |
| 1996 | Cuộc hội ngộ sau 30 năm               | Có                                      | Có                      | —                                 |               |
| 1998 | Trở lại Ngư Thủy                      | Đồng đạo diễn: Đỗ Khánh Toàn            | Đồng biên kịch: Lò Minh | Không                             |               |
| 1997 | 300 năm Sài Gòn - TP Hồ Chí Minh      | Đồng đạo diễn: Thanh An - Đỗ Khánh Toàn | —                       | —                                 |               |
| 2000 | Cao nguyên đá                         | Có                                      | Không                   | Không                             | [ 19 ]        |
| 2002 | Trên chiếc xe lăn                     | Có                                      | —                       | —                                 |               |
| 2003 | Sau mùi thuốc súng                    | —                                       | Có                      | —                                 |               |
| 2003 | Hoa cho thần chết                     | Không                                   | Có                      | Không                             | [ 20 ]        |

## Giải thưởng

### Giải thưởng cá nhân
| Năm  | Giải thưởng                        | Tác phẩm               | Đề cử              | Cùng vai trò (cùng tác phẩm) | Chú thích |
| ---- | ---------------------------------- | ---------------------- | ------------------ | ---------------------------- | --------- |
| 1983 | Liên hoan phim Việt Nam lần thứ 6  | Đường dây lên sông Đà  | Đạo diễn xuất sắc  |                              | [ 4 ]     |
| 1985 | Liên hoan phim Việt Nam lần thứ 7  | Đến với những nhịp cầu | Quay phim xuất sắc |                              | [ 21 ]    |
| 1987 | Liên hoan phim Việt Nam lần thứ 8  | Ông tiên trong tù      | Quay phim xuất sắc |                              | [ 22 ]    |
| 1993 | Liên hoan phim Việt Nam lần thứ 10 | Dòng sông ánh sáng     | Quay phim xuất sắc | Nguyễn Thước                 | [ 23 ]    |
| 1995 | Liên hoan phim Nhật Bản            | Chìm nổi sông Hương    | Biên kịch xuất sắc |                              | [ 2 ]     |
| 1999 | Liên hoan phim Việt Nam lần thứ 12 | Trở lại Ngư Thủy       | Đạo diễn xuất sắc  |                              | [ 11 ]    |

### Tác phẩm đạt giải
| Năm  | Giải thưởng                                                   | Tác phẩm                              | Kết quả       | Cùng vai trò (cùng tác phẩm) | Chú thích     |
| ---- | ------------------------------------------------------------- | ------------------------------------- | ------------- | ---------------------------- | ------------- |
| 1982 | Liên hoan phim Lepzich lần thứ 24                             | Đường dây lên sông Đà                 | Bồ câu vàng   |                              | [ 1 ] [ 5 ]   |
| 1983 | Liên hoan phim Việt Nam lần thứ 6                             | Đường dây lên sông Đà                 | Bông sen Vàng |                              | [ 4 ] [ 5 ]   |
| 1985 | Liên hoan phim Việt Nam lần thứ 7                             | Đến với những nhịp cầu                | Bông sen Bạc  |                              | [ 1 ] [ 5 ]   |
| 1987 | Liên hoan phim Lepzich lần thứ 28                             | Đến với những nhịp cầu                | Bằng khen     |                              | [ 1 ] [ 5 ]   |
| 1990 | Liên hoan phim Việt Nam lần thứ 9                             | Hồ Chí Minh - chân dung một con người | Bông sen Vàng | Bùi Đình Hạc                 | [ 1 ] [ 5 ]   |
| 1990 | Liên hoan phim truyền hình toàn quốc                          | Hồ Chí Minh - chân dung một con người | Giải Vàng     | Bùi Đình Hạc                 | [ 24 ]        |
| 1990 | Kỷ niệm 100 năm ngày sinh của Chủ tịch Hồ Chí Minh            | Hồ Chí Minh - chân dung một con người | Phim hay nhất | Bùi Đình Hạc                 | [ 24 ]        |
| 1995 | Giải thưởng Hội Điện ảnh Việt Nam 1995                        | Chìm nổi sông Hương                   | Giải A        |                              | [ 1 ] [ 5 ]   |
| 1996 | Liên hoan phim Truyền hình châu Á - Thái Bình Dương lần thứ 3 | Cuộc hội ngộ sau 30 năm               | Đoạt giải     |                              | [ 2 ]         |
| 1998 | Giải thưởng Hội Điện ảnh Việt Nam 1998                        | Trở lại Ngư Thủy                      | Giải A        |                              | [ 25 ]        |
| 1998 | Liên hoan phim châu Á - Thái Bình Dương lần thứ 43            | Trở lại Ngư Thủy                      | Đoạt giải     |                              | [ 2 ] [ 1 ]   |
| 1999 | Liên hoan phim Việt Nam lần thứ 12                            | Trở lại Ngư Thủy                      | Bông sen Vàng |                              | [ 11 ]        |
| 1999 | Liên hoan phim Việt Nam lần thứ 12                            | 300 năm Sài Gòn-TP Hồ Chí Minh        | Bông sen Bạc  |                              | [ 1 ] [ 5 ]   |
| 2000 | Giải thưởng Hội Điện ảnh Việt Nam 2000                        | Cao nguyên đá                         | Giải B        |                              | [ 19 ]        |
| 2001 | Liên hoan phim Việt Nam lần thứ 13                            | Cao nguyên đá                         | Bông sen Bạc  |                              | [ 19 ] [ 27 ] |
| 2003 | Giải Cánh diều lần thứ I                                      | Trên chiếc xe lăn                     | Cánh diều Bạc |                              | [ 28 ]        |